# Vlčková
Vlčková é uma comuna checa localizada na região de Zlín, distrito de Zlín.